# Human Entertainment
Human Corporation (ヒューマン株式会社, Hyūman kabushiki gaisha) était une entreprise japonaise de développement et d'édition de jeux vidéo. La société a produit des jeux pour différentes plates-formes, comprenant Dreamcast, Game Boy, Nintendo 64, PC-Engine, PC (Windows), PlayStation, Saturn, Mega-CD, Super Nintendo, CD-ROM², et WonderSwan.
Human Corporation est connue pour être à l'origine de la série de jeux Fire Pro Wrestling, ainsi que les jeux de sports Super Soccer, Final Match Tennis et F1 Pole Position. L'entreprise est également connue pour avoir développé le premier jeu de rythme, Dance Aerobics en 1987,, et produit les premiers jeux de type survival horror avec Laplace no Ma et les jeux de la série Clock Tower.

## Histoire
Après des difficultés financières l'entreprise fait faillite en janvier 2000.

## Jeux vidéo

### Développés par Human Entertainment

#### Game Boy
- HAL Wrestling
- Super Soccer

#### Nintendo Entertainment System
- Adventures of Gilligan's Island
- Dance Aerobics
- Egypt
- Kabuki: Quantum Fighter
- Monster Party

#### Nintendo 64
- Air Boarder 64
- F1 Pole Position 64

#### PC Engine
- Fire Pro Wrestling Combination Tag
- Fire Pro Wrestling 2nd Bout
- Vasteel 2

#### PC (Windows)
- The Conveni: Ano Machi wo Dokusen Seyo
- The Conveni III: Ano Machi wo Dokusen Seyo
- The Conveni III: Ano Machi wo Dokusen Seyo - Popular Edition
- The Conveni Pack: Ano Machi wo Dokusen Seyo + Power Up Kit
- Clock Tower ~The First Fear~

#### PlayStation
- Bakuso Dekotora Densetsu: Art Truck Battle
- Clock Tower: The First Fear
- Clock Tower 2
- Clock Tower II: The Struggle Within
- The Conveni: Ano Machi o Dokusen Seyo
- The Conveni 2: Zenkoku Chain Tenkai da!
- The Conveni Special
- Fire Pro Wrestling G
- Formation Soccer '97: The Road to France
- Formation Soccer '98: Ganbare Nippon in France
- Hyper Final Match Tennis
- Hyper Formation Soccer
- Mizzurna Falls
- Moonlight Syndrome
- Neko Samurai
- Remote Control Dandy
- Twilight Syndrome series
- The Firemen 2: Pete and Danny
- Vanguard Bandits

#### Saturn
- The Conveni: Ano Machi wo Dokusen Seyo
- The Conveni 2: Zenkoku Chain Tenkai da!
- Fire Pro Wrestling S: 6 Men Scramble

#### Mega-CD
- Bari-Arm

#### Mega Drive
- Fastest 1
- Thunder ProWrestling Retsuden
- Ultraman

#### Super Nintendo
- Clock Tower
- Dragon's Earth
- Dream Basketball: Dunk and Hoop
- F1 Pole Position
- F1 Pole Position 2
- Human Grand Prix III: F1 Triple Battle
- Human Grand Prix IV: F1 Dream Battle
- SOS (aka Septentrion)
- Super Final Match Tennis
- Super Fire Pro Wrestling X
- Super Fire Pro Wrestling X Premium
- Super Fire Pro Wrestling: Queen's Special
- Super Soccer
- Super Formation Soccer 2
- Super Formation Soccer 94
- Super Formation Soccer 95: della Serie A
- Super Formation Soccer 96: World Club Edition
- Taekwon-Do
- The Firemen
- Waku Waku Ski Wonder Spur

#### PC Engine/Duo/TurboGrafx
- Far The Earth no Jakoutei: Neo Metal Fantasy
- Final Match Tennis
- Formation Soccer: Human Cup '90
- Formation Soccer on J-League
- Formation Soccer 95: della Serie A
- Vasteel

### Édites par Human Entertainment

#### Dreamcast
- Fire Pro Wrestling D

#### Game Boy
- Chacha-Maru Panic
- HAL Wrestling

#### Nintendo 64
- Air Boarder 64
- F1 Pole Position 64

#### PC Engine
- Fire Pro Wrestling Combination Tag
- Fire Pro Wrestling 2nd Bout
- Vasteel
- Laplace no Ma
- Vasteel 2

#### PC (Windows)
- The Marugoto

#### PlayStation
- Bakusou Dekotora Densetsu: Art Truck Battle
- Blue Breaker: Ken yori mo Hohoemi o
- Clock Tower ~The First Fear~
- Fire Pro Wrestling G
- Formation Soccer '97: The Road to France
- Hyper Final Match Tennis
- Mizzurna Falls
- Neko Zamurai
- Remote Control Dandy
- Sound Qube
- The Conveni: Ano Machi wo Dokusen Seyo
- The Conveni 2: Zenkoku Chain Tenkai da!
- The Conveni Special
- Vanguard Bandits

#### Saturn
- Fire Pro Gaiden: Blazing Tornado
- Fire Pro Wrestling S: 6 Men Scramble
- The Conveni: Ano Machi wo Dokusen Seyo
- The Conveni 2: Zenkoku Chain Tenkai da!

#### Super Nintendo
- Clock Tower
- Dragon's Earth
- Dream Basketball: Dunk and Hoop
- F1 Pole Position
- Human Baseball
- Super Fire Pro Wrestling 3 Final Bout
- The Firemen
- Laplace no Ma
- Super Final Match Tennis
- Super Fire Pro Wrestling X
- Super Fire ProWrestling X Premium
- SOS
- Tadaima Yuusha Boshuuchuu Okawari
- Taekwon-Do

#### TurboGrafx/Duo/PC Engine
- Far The Earth no Jakoutei: Neo Metal Fantasy
- Final Match Tennis

#### WonderSwan
- Bakusou Dekotora Densetsu
- Clock Tower